# Berge (Basse-Saxe)
Pour les articles homonymes, voir Berge (homonymie).
Berge est une municipalité allemande du land de Basse-Saxe et l'arrondissement d'Osnabrück.